# 龟娘
杜晴晴（1991年4月1日—），又名龟娘，龟仙人，中国大陆配音员、主持人、游戏解说员、网络歌手，曾为音熊联萌成员之一。
作为游戏解说员，她解说的游戏有《英雄联盟》等；
作为网络歌手，她原创的歌曲有《哀思》《故国》等；
作为配音演员，她曾为《妖怪名单》《爱神巧克力》《纳米核心》等动画献声。

## 主要经历
- 2009年，开始通过网络接触配音及翻唱。
- 2010年，网络节目《龙颜大悦》（后更名《红烧大排》）担任主持人。
- 2012年，担任《英雄联盟》官方英雄视频介绍女声。
- 2013年5月，为GTV《7m教学大全》及随后由7号个人推出的《m7全英雄战记》作节目介绍及实战解说。
- 2013年，完美《圣斗士星矢OL》雅典娜、《dGAME》的配音。
- 2014年，加入音熊联萌配音工作室，同年8月，主持剑网3五周年庆典。
- 2015年，担任人民大会堂《结绳纪》古风音乐会主持。
- 2016年，网络动画《太乙仙魔录之灵飞纪》为冷霜凝配音，并演唱主题曲《三生》。
- 2018年，发布首张个人音乐专辑《听晴》；单机游戏《古剑奇谭三》为岑缨配音。
- 2020年10月，从音熊联萌离职，成为自由配音演员。

## 导演作品
- 广播剧《探虚陵》
- 广播剧《宝石商人和钻石小姐》第一、二季
- 广播剧《迟一分心动》第一季
- 广播剧《孤掷温柔》(与秦紫翼联合导演)

## 配音作品
- 主要角色以粗体显示。

### 动画剧集
2013年
- 繁星————《超神学院》

2014年
- 郭双————《妖怪名单》
- 希纱————《王牌御史》
- 阿索卡————《星球大战》（美国）

2015年
- ————《纳米核心》
- 允诺、阿佳妮、小花————《勇者大冒险》
- 李杏子————《撸时代》
- 梅塔塔————《爱神巧克力ING》

2016年
- 冷霜凝————《太乙仙魔录之灵飞纪》
- 何雨————《全职法师》
- 塔图————《戒魔人》
- 阿佳妮————《勇者大冒险 第二季》
- 颜雨————《麻神》
- 莫雨————《择天记》
- 圆圆————《女娲成长日记》

2017年
- 萧玉————《斗破苍穹》
- 布偶————《天谕》
- 颜安琪————《CMFU学院:绅士击击剑》
- 帅T————《国民老公带回家 第三季》
- 林天歌————《蓝漠的花》
- 何雨————《全职法师II》
- 冷霜凝————《太乙仙魔录之灵飞纪 第二季》
- 梅塔塔————《爱神巧克力 第二季》

2018年
- 小望月————《天谕 第二季》
- 山耳————《观海策》
- 客栈女妖、毗摩质多罗————《西行纪》
- 玉贵妃————《星辰变》
- 牧奴娇————《全职法师III》
- 卯野咲(变身前)————《魔法少女 俺》（日本）
- 十条姬和、十条篝、柳濑诗织————《刀使之巫女》（日本）
- 比丘尼、松本礼、柊、葵、志乃、土笔————《此花亭奇谭》（日本）
- 玛丽、艾萨克————《神怒之日》（日本）
- 琴————《鹿枫堂》（日本）

2019年
- 彩虞、雪梧心————《仙剑奇侠传：幻璃镜》
- 青檀————《武动乾坤》
- 叶韵————《绝命响应》
- 渡鸦12345————《异常生物见闻录》
- 无形————《三只松鼠之松鼠小镇》

2020年
- 哈哈————《哈哈！地球人 第四季》
- 牧奴娇————《全职法师IV》
- 苻殷————《轩辕剑‧苍之曜》（日本）
- 飞燕女————《大话之少年游》
- 青檀————《武动乾坤 第二季》
- 渡鸦12345————《异常生物见闻录 特别篇》
- 林清儿————《我为歌狂之旋律重启》
- 胡蝶忍————《鬼灭之刃》（日本）

2021年
- 白茸————《山河剑心》
- 风灵玥————《搜玄录之宸灵纪》
- 冷霜凝、紫薇女帝————《太乙仙魔录之地煞万象》

2022年
- 焚妮————《幻游猎人》
- 虎姬————《西行纪 第四季》
- 胡蝶忍————《鬼灭之刃 无限列车篇》（日本）

### 动画电影
2008年
- 爱丽儿————《小美人鱼3：回到当初》（美国）

2010年
- 毛格力————《丛林之书TV版》（美国）

2016年
- 女友B————《秒速5厘米》（日本）

2019年
- 蛙吹梅雨————《我的英雄学院：两位英雄》（日本）

2022年
- 七仙女————《向着明亮那方》

### 游戏
单机游戏
- 艾米莉亚————《古墓丽影：崛起》
- 岑缨、越十九、越二十、柿饼二大妈————《古剑奇谭三》
- 阿青————《暖雪》
- 多生孩子————《消逝的光芒2》

网络游戏
- 雅典娜————《神之浩劫》
- 陆烟儿、林丹丹、兰汀、沐晴柔————《剑网3》
- 杨梦言、蒲小灵————《新倩女幽魂》
- 伊琅相思、风茗、步微月、程君舞————《古剑奇谭OL》
- 檀沁、莲姨、温柔、翠心、鬼鸢、空骨无梦、柔福————《逆水寒OL》
- 观世音————《梦幻西游》
- 清悦、曲问霜————《天下3》
- 维涅斯、海德林（版本6.0）————《最终幻想14》

手机游戏
- 袁绍、张宝、夏侯渊、海拉、赫尔(海拉)、小乔————《三国罗曼史》
- 贞德————《WarSong》
- 熏————《CSOL》
- ？————《装甲联盟》
- 彩虞、雪梧心、鼯鼠————《仙剑奇侠传：幻璃镜》
- 薛可人、铁心兰————《三少爷的剑》
- 邀月、紫藤花、白凤————《飞刀又见飞刀》
- 闻仲、嫦娥、雷震子————《元气封神》
- 伊思雨————《元气偶像季》
- 弓箭手————《天使纪元》
- 西芹百合、佛跳墙、龙须糖————《料理次元》
- 腊八粥、辣炒年糕、火鸡、仰望星空、黑松露、史多伦面包————《食之契约》
- 雀羽————《幻想计划》
- 明玉、神仙姐姐————《战国志》
- 土之灵神、萧雪————《妖神记》
- 温柔（沈彤）————《遇见逆水寒》
- 血腥玛丽————《酒灵物语》
- 聂隐————《河图寻仙记》
- 江西桐、叶维冬————《闪耀暖暖》
- 女魃————《绘真·妙笔千山》
- 希纱————《王牌御史》
- 精卫、千山·女魃、金缕衣————《神都夜行录》
- 玛雅————《梦塔防》
- 狮妹————《非人学园》
- 白桦————《300大作战》
- 林月如、幽莲————《仙剑奇侠传：九野》
- 张星彩、步练师————《三国志幻想大陆》
- 郭双、杉杉————《妖怪名单之前世今生》
- 不知火————《决战平安京》
- 卡缪、桃乐丝、哈莉、咖啡崽、菠萝熊————《高能手办团》
- 西施————《曙光英雄》
- 喵古打————《古剑奇谭木语人》
- 瞳溟————《天谕》
- 玩具商、小女孩————《第五人格》
- 杜若、凯瑟琳、裕嫔————《绝对演绎》
- 未央、月怜————《花亦山心之月》
- 西施————《忘川风华录》
- 姜莱、阿欣————《光与夜之恋》
- 姚晴、肖扬、白莘————《未定事件簿》
- 纯水精灵 洛蒂娅、珊瑚宫心海————《原神》
- 艾丝妲————《崩坏：星穹铁道》
- 阿斯特莉亚————《幻书启世录》
- 灰毫、杜宾、芙蓉、砾、白面鸮、濯尘芙蓉————《明日方舟》
- 索菲、海滩科学家索菲————《坎特伯雷公主与骑士唤醒冠军之剑的奇幻冒险》
- 蒂尔伊、艾丽西亚————《锚点降临》
- 缇米朵·丘忒————《崩坏3》
- 沈佳、哈勒————《异界事务所》
- 南弥生————《猫之城》
- 虞夫人————《重返帝国》
- 伊莎贝拉————《复苏的魔女》
- 镇海————《碧蓝航线》
- 岑缨————《白荆回廊》
- 书染————《终末阵线：伊诺贝塔》
- 雅典娜、秩序神女————《奥奇传说》
- 漂泊者（女）————《鸣潮》

### 有声漫画
年代倒序年代正序
2021年
- Grace————《掌中之物》
- 安凝————《蜜糖陷阱》
- 夜离妹————《雕塑》
- 玳柔————《哑奴》

### 广播剧
2018年
- 吴楚楚————《有匪 第一季》

2019年
- 程君舞————《蓬山无路》古剑奇谭网络版角色广播剧

2020年
- 吴楚楚————《有匪 第三季》
- 吴楚楚————《有匪 第二季》

2021年
- 师清漪————《探虚陵现代篇 第一季》
- 方医生————《孤守》最后的厂牌角色广播剧
- 谭美娇————《星梦偶像计划》
- 唐寒秋————《她是主角》

2022年
- 陶枝————《桃枝气泡》
- 徐栀————《陷入我们的热恋》
- 师清漪————《探虚陵现代篇 第一季》
- 柯若初————《撩动心弦》
- 来珺————《一千零一面》
- 迟芮舒————《宝石商人和钻石小姐》

时期未知
- 斯卡哈————《拔出石中剑就可以成为亚瑟王哟》
- 娜塔莎————《奥术神座》
- 少年夏天、小明科夫、少年白敬安(部分)————《杀戮秀》
- 飞花————《千书阁·灵狐有约》
- 许晴晴————《伪装学渣》
- 白茸————《千秋》
- 圣女————《天雨劫红》古剑奇谭网络版天玄教前史广播剧
- 陈夏彤————《双杀》
- 虫族女人————《西行纪》

### 有声书
- 朱韵、朱韵妈妈、张晓蓓————《打火机与公主裙》
- 瑶池圣女————《遮天》

### 特摄剧
2015年
- 杉田亚里沙————《银河奥特曼S》（日本）

### 电视剧
- 梁微微————《进击的皇后2》

### 电影
2019年
- 杨梦言————《金陵神捕》

### 广告
- 《泰魔性柠檬茶》
- 《白象大辣娇》
- 《乐事薯片》
- 《时代啤酒》
- 《春日自在·福佳》
- 《无糖可口可乐》
- 《肯德基早餐牛柳蛋芙蕾帕尼尼》
- 《百吉福果心棒棒奶酪》

### 其他
- 2021年
  - 神乐————《平安京对王之王》
  - 腾讯AI艾灵

## 音乐作品
- 音频怪物x龟娘《卷睫盼》重制版

2016
- 《三生》————网络动画《太乙仙魔录之灵飞纪》主题曲
- 《星海》————网络剧《刀剑缭乱》片尾曲
- 《恋爱新番》————网络大电影《聊斋变异》美人首篇插曲

2017
- 《追梦时间》————网络动画《蓝漠的花》主题曲
- 《国香慢》————古风剧情歌

2018
- 《写给彼方的你》————广播剧《奥术神座》片尾曲
- 《有你的星球》————首张个人音乐专辑《听晴》收录曲目
- 《谜题少女》————首张个人音乐专辑《听晴》收录曲目
- 《双契辞》————首张个人音乐专辑《听晴》收录曲目
- 《我与星光恋爱过》————首张个人音乐专辑《听晴》收录曲目
- 《Daybreak》————首张个人音乐专辑《听晴》收录曲目
- 《熹微》————广播剧《有匪》主题曲
- 《乌诏葬歌》————网络游戏《古剑奇谭网络版》插曲
- 《幽月流光》————剑三剧情歌

2019
- 《筑梦时间》————电视动画《三只松鼠之松鼠小镇》片尾曲
- 《世间愿》————单机游戏《古剑奇谭三》同人曲
- 《岁之荒》————单机游戏《古剑奇谭三》同人曲
- 《红鸾星动【绮绘仙歌】》————《绮绘仙歌》系列曲第一弹（与籽三合唱）
- 《下一秒，相见》————单曲（与醋醋合唱）

2020
- 《芳华误》————《剑网三》公孙大娘角色同人歌
- 《LUMEN》————【情人节甜美献制】
- 《平凡英雄》————抗击疫情公益歌曲
- 《大国大爱》————抗击疫情公益歌曲
- 《白马寒鸦》————广播剧《有匪》第二季主题曲
- 《人间温柔色》————手游《食物语》佛跳墙印象曲
- 《我在故事里读到你》————广播剧《拾朝》的原创主题曲

2021
- 《喜从天降》————《天下3》黄梅戏版同人曲
- 《江山长安》————电视剧同名有声剧《长歌行》主题曲
- 《烟火华筵》————《剑网3》十二周年同人嘉年华
- 《沧浪湮前尘》————尾生原创同人歌
- 《西厢》————《东邻西厢》同人曲
- 《尘梦烬花》————神魔井cos剧《思念师之蓬山青鸟》插曲

2022
- 《青萱》————《探虚陵》小说和广播剧主题曲之一
- 《燃烧的春光与海》————青春忧伤向原创歌曲
- 《北辰谣》————《大唐无双》北辰宫门派主题曲

## 虚拟歌手音源
- 战音Lorra